# Information Bridge Framework
Information Bridge Framework — програмований каркас Microsoft Office від Microsoft, націлений на Microsoft Office 2003 і пізніші версії. Його можна використовувати для видобування даних із документів Office чи вбудовування функціональності застосунків Office у замовні застосунки.